# 前飛保町
前飛保町（まえひぼちょう）は、愛知県江南市の地名。

## 地理

### 交通
- 愛知県道182号里小牧北方江南線
- 愛知県道184号般若東野線

### 施設
- 曼陀羅寺
- 曼陀羅寺公園

## 歴史

### 沿革
- 江戸時代 - 尾張国葉栗郡前飛保村として所在[1]。尾張藩領北方代官所支配[1]。
- 1889年（明治22年） - 飛保村大字前飛保となる[1]。
- 1906年（明治39年） - 宮田村大字前飛保となる[1]。
- 1924年（大正13年） - 宮田町大字前飛保となる[1]。
- 1954年（昭和29年） - 江南市大字前飛保となる[1]。
- 1968年（昭和43年）・1981年（昭和56年）・1982年（昭和57年）・1987年（昭和62年） - それぞれ一部が、藤ヶ丘・飛高町・前飛保町・松竹町に編入される[1]。
- 1982年（昭和57年） - 江南市前飛保・松竹・村久野・両高屋・後飛保の各一部により、同市前飛保町が成立[1]。

### 人口の変遷
国勢調査による人口および世帯数の推移。
| 2000年（平成12年） | 995世帯 3088人  |  |
| 2005年（平成17年） | 1023世帯 3023人 |  |
| 2010年（平成22年） | 1035世帯 2986人 |  |
| 2015年（平成27年） | 1098世帯 3069人 |  |
| 2020年（令和2年）  | 1210世帯 3211人 |  |

### WEB
1. 1 2  総務省統計局 (2022年2月10日). “令和2年国勢調査の調査結果(e-Stat) - 男女別人口，外国人人口及び世帯数－町丁・字等” (CSV). 2023年8月2日閲覧。
2. ↑  “愛知県江南市の町丁・字一覧”.   人口統計ラボ. 2024年8月9日閲覧。
3. ↑  “市外局番の一覧” (PDF).   総務省 (2022年3月1日). 2022年3月22日閲覧。
4. ↑  “ナンバープレートについて”.   一般社団法人愛知県自動車会議所. 2024年1月21日閲覧。
5. ↑  総務省統計局 (2014年5月30日). “平成12年国勢調査の調査結果(e-Stat) - 男女別人口及び世帯数 －町丁・字等” (CSV). 2021年7月20日閲覧。
6. ↑  総務省統計局 (2014年6月27日). “平成17年国勢調査の調査結果(e-Stat) - 男女別人口及び世帯数 －町丁・字等” (CSV). 2021年7月21日閲覧。
7. ↑  総務省統計局 (2012年1月20日). “平成22年国勢調査の調査結果(e-Stat) - 男女別人口及び世帯数 －町丁・字等” (CSV). 2021年7月21日閲覧。
8. ↑  総務省統計局 (2017年1月27日). “平成27年国勢調査の調査結果(e-Stat) - 男女別人口及び世帯数 －町丁・字等” (CSV). 2021年7月21日閲覧。

### 書籍
1. 1 2 3 4 5 6 7 8  「角川日本地名大辞典」編纂委員会 1989, p. 1234.